# Estación Chapanay
Chapanay era una estación ferroviaria ubicada en la localidad del mismo nombre, Departamento San Martín, Provincia de Mendoza, República Argentina.

## Servicios
No presta servicios de cargas ni de pasajeros desde la década de 1980.

## Historia
En el año 1916 fue inaugurada la estación, por parte del Ferrocarril Buenos Aires al Pacífico, en el ramal de Palmira a Tres Porteñas.